# برومند نجفی
برومند نجفی(زادهٔ روستای چالابه کرمانشاه - درگذشتهٔ ۲۲ مرداد ۱۴۰۱ کرمانشاه) یک محیط‌بان شاغل در سازمان محیط زیست استان کرمانشاه بود.

## درگیری‌ها با شکارچی‌های غیرمجاز
در ۱۴ مرداد سال ۱۳۹۹، در پی ورود شکارچیان غیرمجاز به منطقه حفاظت شده بیستون در استان کرمانشاه، حد فاصل روستای سه‌چک و پادگان حاجی‌آباد برومند نجفی با شلیک به سمت ماشین حامل شکارچی‌ها سبب قتل غیرعمد یک نفر شد. دادگاه برومند نجفی را محکوم به قتل کرد و خانواده مقتول درخواست قصاص کردند.

## زندان و دوران محکومیت
برومند نجفی دو سال را در زندان گذراند و برای او حکم اعدام صادر شد.

## کشته‌شدن برومند نجفی به دست پدر مقتول
در ۲۲ مرداد ۱۴۰۱، برومند نجفی برای طی مراحل دادگاه، از زندان به دادگاه منتقل شد که هنگام خروج از دادگاه، پدر مقتول با اسلحه به سمت برومند نجفی شلیک کرد و در پی این حادثه، برومند نجفی کشته شد و سرباز همراه او نیز مجروح شد و ضارب نیز متواری شد.

## خاک‌سپاری
برومند نجفی در تاریخ ۲۴ مرداد ۱۴۰۱ در روستای زادگاهش، چالابه، به خاک سپرده شد.

## بخشش قاتل برومند نجفی
خانواده برومند نجفی، ضارب فرزندشان را بخشیدند و از قصاص گذشتند.